# Rechberg (Berg)
Der Rechberg ist ein südlich von Schwäbisch Gmünd gelegener, 708,1 m ü. NHN hoher Zeugenberg am Nordrand der Schwäbischen Alb. Zusammen mit dem südöstlich gelegenen Stuifen und dem westlich gelegenen Hohenstaufen bildet er die weithin sichtbare Silhouette der drei Kaiserberge. Seit 1979 ist der Rechberg staatlich anerkanntes Erholungsgebiet.

## Geographie
Der Rechberg erhebt sich etwa 5 km südlich der Stadtmitte von Schwäbisch Gmünd auf der Gemarkung des Stadtteils Rechberg, das mit zwei getrennten Siedlungsteilen am West- und am Südostfuß des Berges liegt. Dieser hat einen etwa langgleichschenkligen Grundriss mit der Basis im Osten, wo der höhere Kirchberg mit einer 1,5–2 ha großen offenen Hochfläche bis auf 708,1 m ü. NHN aufragt, während der niedrigere Sporn Schlossberg an der spitzen Ecke im Westen nach einem nicht sehr tiefen Bergsattel nur 644,2 m ü. NHN erreicht. Der größere Teil der Hänge ist bewaldet.
Von Westen her kommend läuft die Wasserscheide zwischen den Flusssystemen von Rems im Norden und Fils im Süden über den Sporn weiter bis zum Hochplateau und knickt hier südwärts ab. Im Süden entwässert die Krumm zur Fils, im Osten der Rechbach und im Nordosten der Tobelbach über den Waldstetter Bach zur Rems und im übrigen Norden der Tiefenbach mit seinen Quellarmen Felbenbach und Gießbach weiter west- und abwärts ebenfalls in diese.
Von Straßdorf im Norden kommen ersteigt die L 1159 in einer großen Serpentine den unteren Nordhang des Bergs und läuft dann auf seinem mittleren Osthang nach dem größeren Siedlungsteil von Rechberg am Südostfuß. Von dort her erschließt eine Straße auf dem Südhang den kleineren Ortsteil im Westen und steigt dann hinab ins Tal der Krumm.

## Geschichte
Bereits seit dem 15. Jahrhundert war der Rechberg Ziel von Wallfahrten. Heute steht inmitten des offenen Gipfelplateaus die 1686/88 von Graf Bernhard Bero von Rechberg erbaute barocke Wallfahrtskirche St. Maria.
Auf dem Westsporn des Berges ragt die Ruine Hohenrechberg über dem kleineren Ortsteil Rechbergs auf. Diese zur Zeit der Staufer erbaute, erstmals 1179 erwähnte Stammburg der späteren Grafen von Rechberg war das Zentrum ihres Herrschaftsgebietes.

## Geologie
Vor 205 Millionen Jahren erstreckte sich das Jurameer über weite Teile des heutigen Süddeutschlands. In den darauffolgenden 60 Millionen Jahren lagerten sich in ihm etwa 600 m hoch Jurasedimente ab, die in Unter-, Mittel- und Oberjuraschichten gegliedert werden. Später wurde das Terrain übers Meer erhoben.
Im Laufe der Zeit kam es zu Verwerfungen, wodurch einige Schollen des härteren Oberjurapaket in die weicheren darunterliegenden Schichten einsanken. Während die Erosion zunächst den Oberjura in der unmittelbaren Umgebung abtrug, blieben seine eingesunkenen Teile geschützt. Als die Erosion anschließend auch die weichere Schicht abtrug, konnten die eingesunkenen Schichten ihr länger standhalten, sie stehen deshalb heute in Gestalt der drei Oberjura-Zeugenberge Hohenrechberg, Stuifen und Hohenstaufen prominent über ihrer unmittelbaren Umgebung (Reliefumkehr).

## Literatur

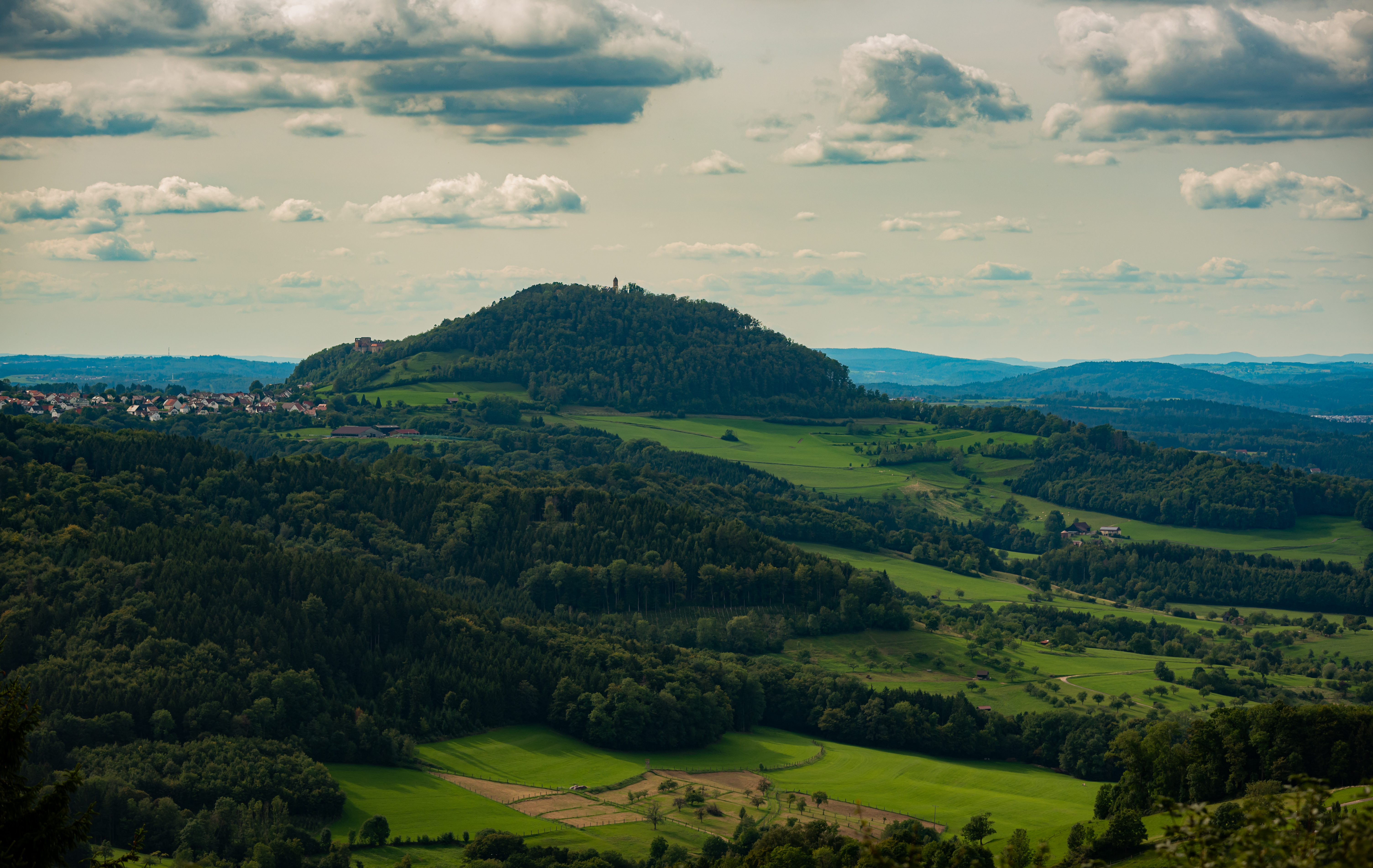
Der Rechberg vom Hornberg aus gesehen
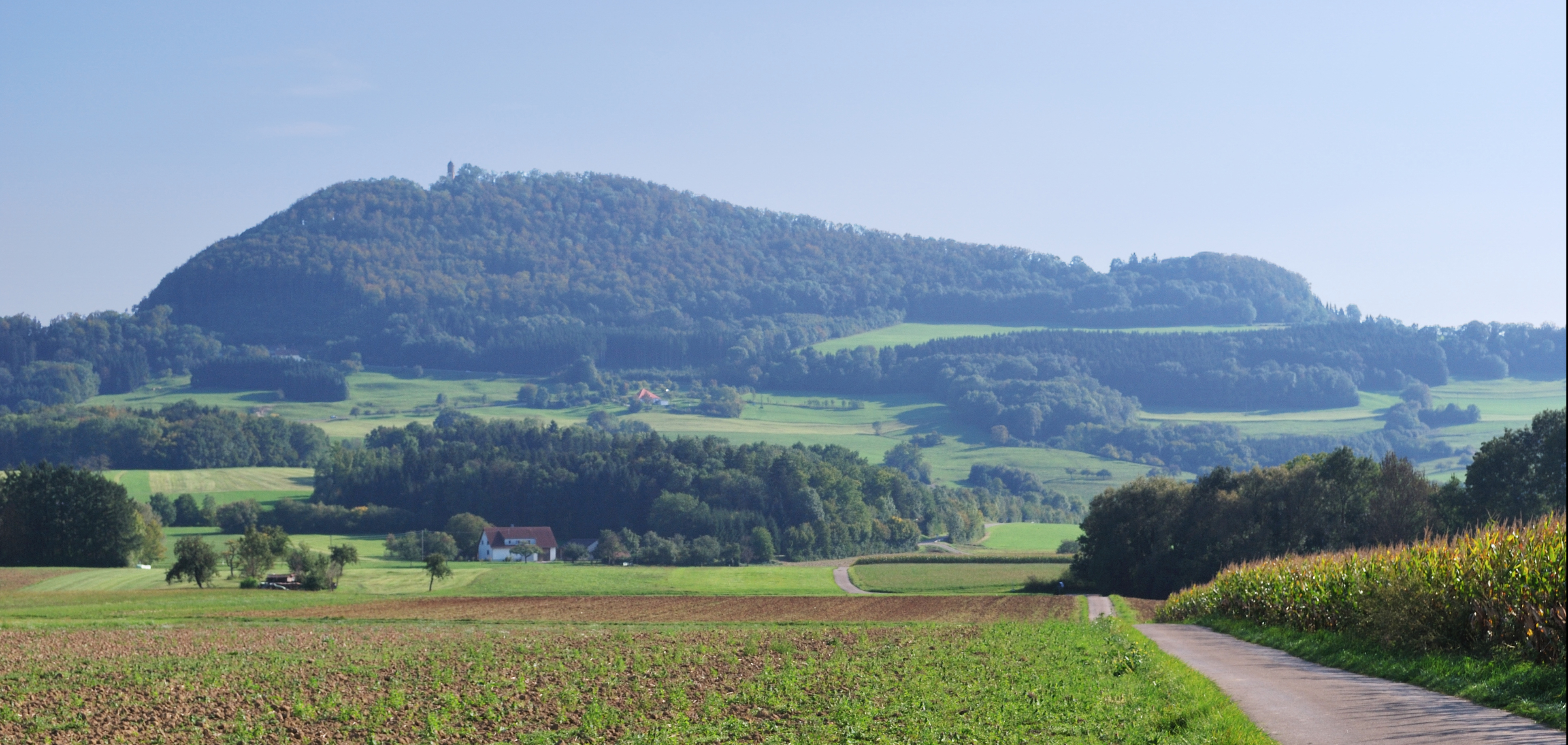
Ansicht von Norden
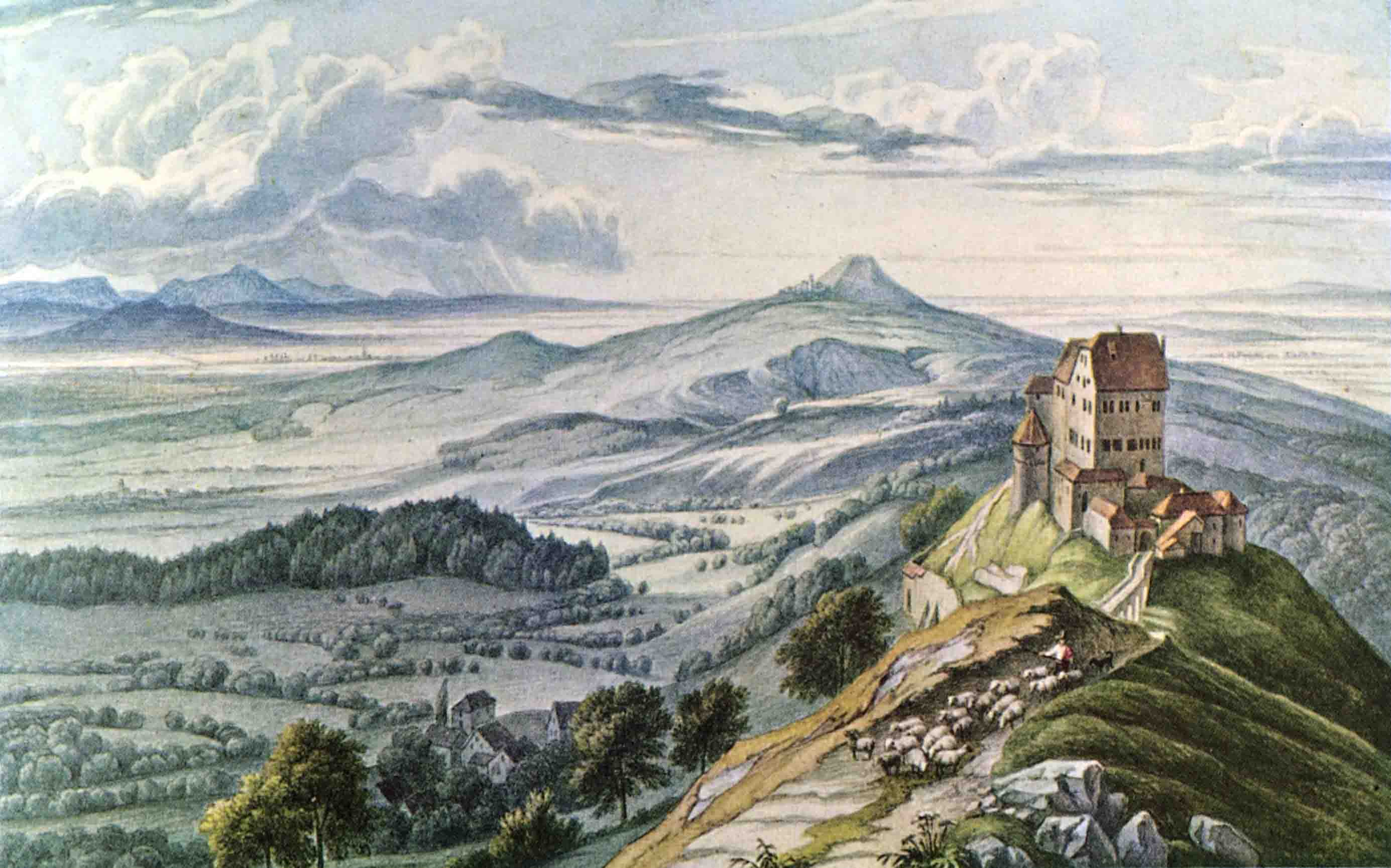
Burg Hohenrechberg, Gouache von Louis Mayer, 1836 (im Hintergrund der Hohenstaufen)
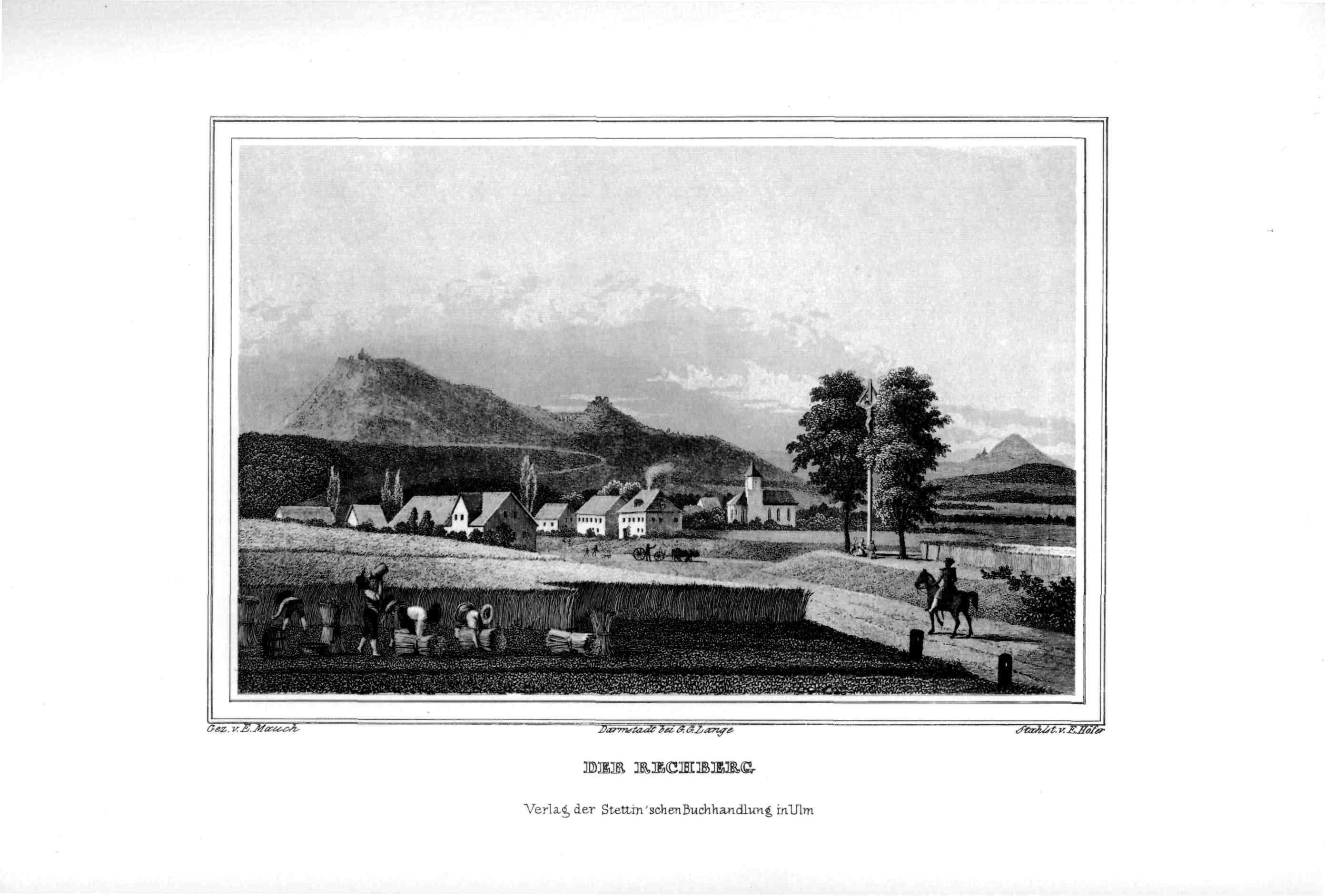
Der Rechberg, Stahlstich von E. Höfer nach E. Mauch, 1841 (im Vordergrund Straßdorf)
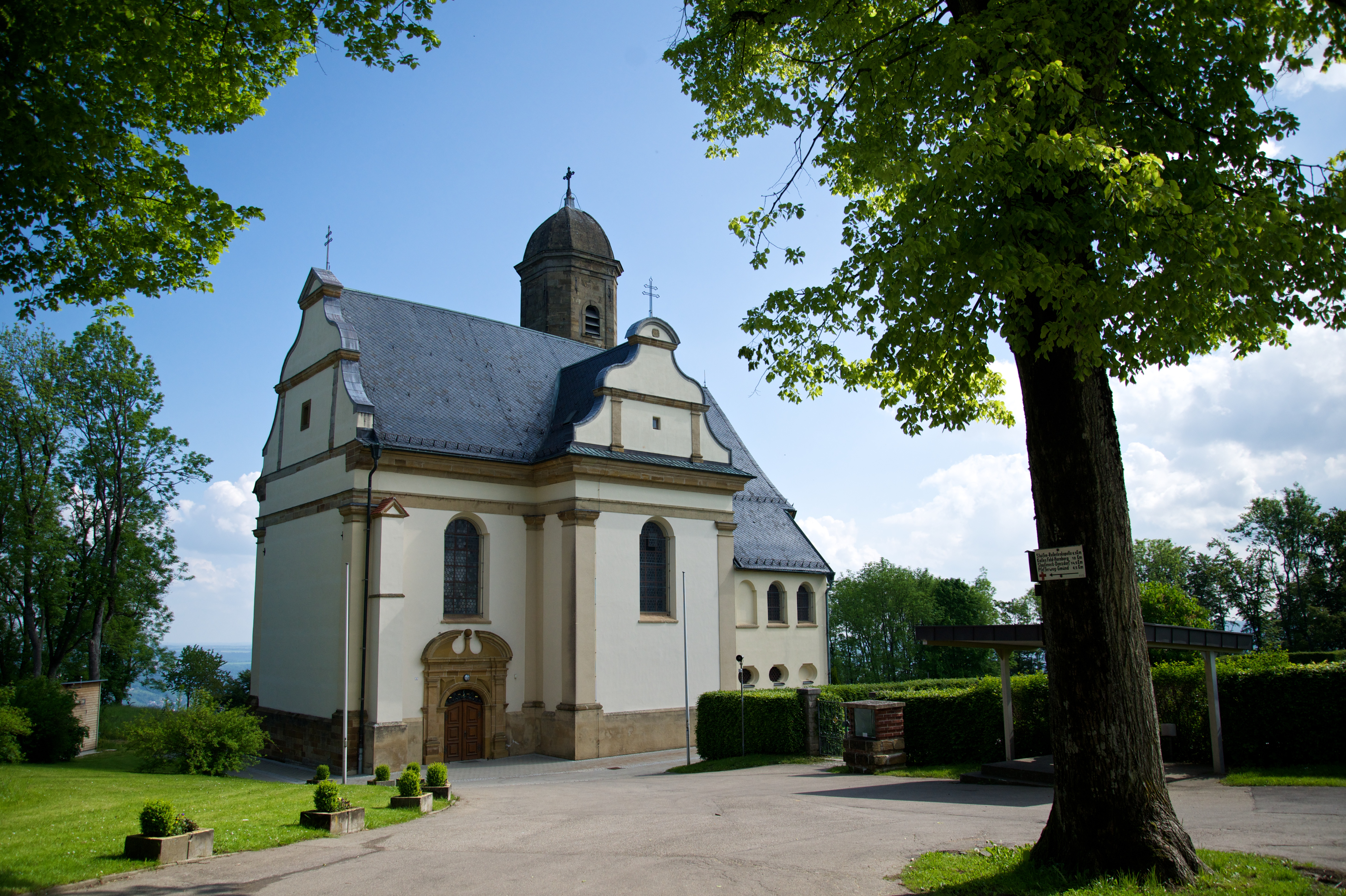
Wallfahrtskirche auf dem Gipfel des Rechbergs
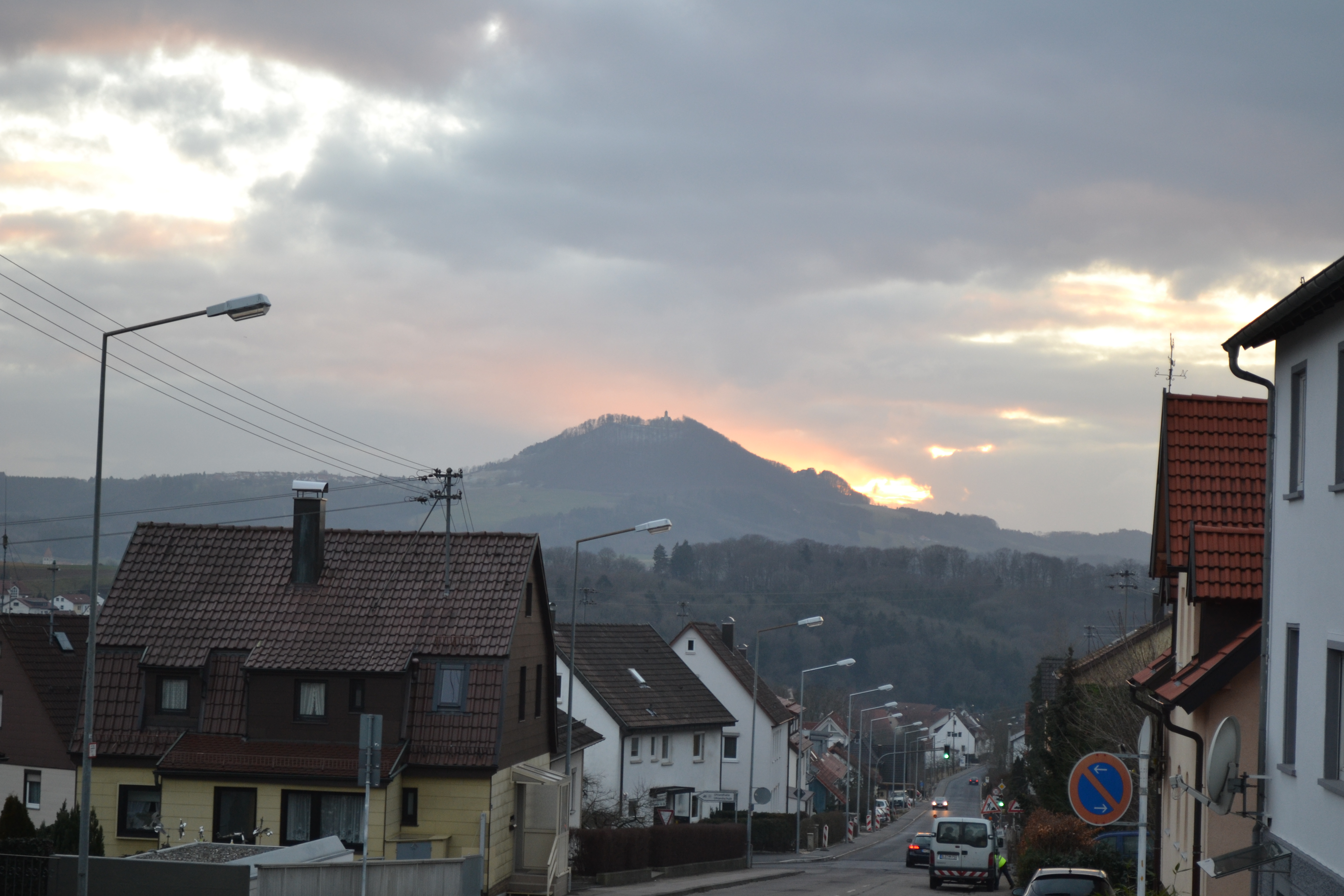
Der Rechberg von Bettringen aus gesehen